# Burtî, Șpola
Burtî (în ucraineană Бурти) este o comună în raionul Șpola, regiunea Cerkasî, Ucraina, formată numai din satul de reședință.

## Demografie
Componența lingvistică a comunei Burtî
     Ucraineană (98,34%)
     Rusă (1,66%)
Conform recensământului din 2001, majoritatea populației comunei Burtî era vorbitoare de ucraineană (98,34%), existând în minoritate și vorbitori de rusă (1,66%).

## Legături externe
- Klaudiusz Przedrzymirski, pl Burty 1)., powiat czerkaski în Dicționarul geografic al Regatului Poloniei și al altor țări slave, volum I (Aa — Dereneczna) anul 1880

- pl Burty 1.) miasteczko nad rzeką Niekudą în Dicționarul geografic al Regatului Poloniei și al altor țări slave, volum XV, p. 1 (Abablewo — Januszowo) 1900